# Werin Szorża
Werin Szorża – wieś w Armenii, w prowincji Gegharkunik. W 2011 roku liczyła 23 mieszkańców.